# Андрианов, Геннадий Иванович (хоккеист)
Геннадий Иванович Андрианов (23 июня 1936 — 10 мая 2019) — советский хоккеист, нападающий. Мастер спорта СССР. Тренер.
На молодёжном уровне играл за ЦСК МО. В чемпионате СССР играл за московские клубы «Локомотив» (1956/57 — 1963/64) и «Динамо» (1964/65 — 1965/66). Завершал карьеру в команде класса «Б» «Торпедо» Подольск (1966/67 — 1967/68). В качестве тренера за несколько лет вывел команду на третье место в классе «А».
Серебряный призёр хоккейного турнира зимней Универсиады 1962.
Старший тренер новообразованного клуба «Спартак» / «Бинокор» Ташкент (1971/72 — 1973/74).
Скончался 10 мая 2019 года.